# Carský výnos o následnictví
Carský výnos o následnictví (nebo výnos o následnictví cara Pavla I., přesněji Akt nejvýše potvrzený v den svaté korunovace Jeho Imperátorského Veličenstva a daný k ochraně na trůn chrámu Nanebevzetí Panny Marie, rusky Акт, Высочайше утвержденный в день священной коронации Его Императорскаго Величества и положенный для хранения на престол Успенскаго собора) byl výnos o následnictví ruského impéria, který upravoval podmínky v následnictví trůnu v rámci romanovské dynastie. Výnos byl ustanoven 5. dubna 1797 carem Pavlem I. Pavlův výnos stanovoval polosalické právo v nástupnictví na ruský trůn a rušil výnos Petra Velikého o tom, že si každý ruský panovník jmenuje respektive vybírá svého nástupce sám.
Zákon měl neobvyklou formu, protože byl koncipován jako dohoda mezi manželi a byl podepsán Pavlem I. i jeho manželkou Marii Fjodorovnou na základě dohody, kterou uzavřeli v roce 1788. Manželé tak označovali svého nejstaršího syna Alexandra za následníka trůnu a zaváděli do Ruska „rakouský systém“, ve kterém následnictví přecházelo na mužského potomka a v případě nedostatku mužských potomků na ženskou linii. Zákon také stanovoval nutnost povolení k sňatku od panovníka pro všechny ty, kdo mohou být potenciálně následníky. Ve stejný den vydal Pavel I. také další výnos "Statut o carské rodině", který stanovoval pravidla pro členství v romanovské rodině, otázku titulů a penzí a dotýkal se také otázky následnictví ruského trůnu.

## Úryvek z textu výnosu
Naším společným dobrovolným a vzájemným souhlasem a po zralé úvaze a s klidnou myslí stanovili jsme tento Náš společný Akt, kterým s ohledem k lásce k Vlasti vybíráme naším Následníkem, po přirozeném právu, po smrti Mě Pavla, našeho staršího syna Alexandra a po něm jeho mužské potomky. Po přerušení jeho mužského potomstva následnictví přechází na Mého druhého Syna a tak dále, pokud bych už neměl synův potom podle práva prvorozenectví. Při přerušení posledního mužského potomstva Mých Synů následnictví zůstává v rodě, v ženském potomstvu posledního Vládnoucího panovníka jako nejbližší k Trůnu...Po přerušení tohoto potomstva následnictví přechází do rodiny mého staršího Syna v ženském pokolení, ve kterém nastupuje nejbližší příbuzná naposledy Vládnoucího potomka Mého výševzpomínaného Syna, a při nedostatku takové, muž nebo žena, s ohledem na to, že muži mají přednost před ženami, jak bylo již řečeno shora...Po přerušení tohoto potomstva následnictví přechází na ženský rod Mých dalších Synů, podle stejného pořádku a poté na potomstvo Mojí nejstarší Dcery na její mužské potomstvo a při přerušení tohoto potomstva na Její ženské potomky podle pořádku jako u ženských potomků Mých Synů. Po přerušení potomstva Mojí starší Dcery následnictví přechází na Mojí mladší Dceru a její mužské a potom ženské potomstvo a tak dále.